# Hans von Schachtmeyer
Hans-Ferdinand Rudolf von Schachtmeyer (né le 6 novembre 1816 à Berlin et mort le 8 novembre 1897 à Celle) est un général d'infanterie prussien.

## Biographie

### Origine
Il est le fils du général de division prussien Johann Heinrich von Schachtmeyer (de) (1782-1847) et de son épouse Amalie, née von Orlich (morte le 31 mars 1835). Ses frères Ernst (1825-1846) et Wilhelm (1830-1851) poursuivent également une carrière militaire dans l'armée prussienne.

### Carrière militaire
Schachtmeyer entre dans le corps de cadets  et s'engage le 5 août 1833 dans le 2e régiment à pied de la Garde de l'armée prussienne comme sous-lieutenant. Il est ensuite diplômé de l'École générale de guerre de Berlin. En raison de ses grandes compétences techniques, il est affecté de 1841 à 1846 à l'usine de fusils de Sömmerda pour y tester le nouveau fusil à percussion. Promu premier lieutenant le 14 mars 1848, Schachtmeyer participe le même mois à la répression des combats de rue à Berlin (de). Il est ensuite commandé au ministère de la Guerre pour servir dans la section d'artillerie du département général de la guerre. Il retourne au service des troupes en 1850 et est muté le 11 mai 1852, avec promotion au grade de capitaine en tant que commandant de compagnie dans le 1er régiment à pied de la Garde. Mis à la suite le 30 juin 1855, Schachtmeyer devient président de la commission d'examen des fusils à Spandau. Dans cette position, il est en même temps conseiller et confident technique du prince Guillaume de Prusse. Tout en restant dans ce commandement, il est muté le 8 mai 1856 comme major dans le 2e régiment de grenadiers, puis, du 14 juin 1859 au 30 janvier 1860, il est chef de bataillon dans le 1er régiment à pied de la Garde, avant de commander le bataillon d'instruction jusqu'au 17 octobre 1861. Ensuite, Schachtmeyer reçoit en tant que colonel le commandement du 40e régiment de fusiliers stationné à Trèves.
Au déclenchement de la guerre austro-prussienne, Schachtmeyer est promu général de division le 1er juin 1866 et prend la direction de la 32e brigade d'infanterie dans la formation des détachements "von Beyer", à la tête de laquelle il participe à la campagne du Main. Dès le 10 juillet 1866, il est mis hors de combat par une balle dans la main droite lors de la bataille d'Hammelburg et se rend à l'hôpital militaire. Après la paix de Prague, il est transféré le 15 septembre parmi les officiers de l'armée et nommé le 30 octobre 1866 commandant de la 41e brigade d'infanterie nouvellement créée à Francfort-sur-le-Main.
Au début de la guerre franco-prussienne, il est nommé lieutenant général le 26 juillet 1870 et reçoit le commandement de la 21e division d'infanterie au sein de la 3e armée. Dès le 4 août, la 41e brigade d'infanterie qui lui est subordonnée peut s'engager avec succès dans la bataille de Wissembourg, tandis que d'autres parties de la division participent à la bataille de Frœschwiller-Wœrth le 6 août. Après que le général Hermann von Gersdorff a été mortellement blessé au début de la bataille de Sedan, Schachtmeyer prend le commandement du 11e corps d'armée. Il dirigea ce corps vers l'encerclement devant Paris, où la 22e division d'infanterie du général von Wittich lui est rapidement enlevée à Versailles pour d'autres objectifs.
En plus des deux classes de la croix de fer, il reçoit également l'ordre Pour le Mérite pour ses réalisations pendant la guerre.
Après son retour au pays, il échange le 23 mai 1871 le commandement de la 21e division avec celui de la 8e division d'infanterie, qui est en garnison à Erfurt. Le 25 mai 1875, il est nommé gouverneur de Strasbourg. Le 22 mars 1876, il est promu général d'infanterie et le 26 janvier 1878, il est transféré aux officiers à la suite de l'armée. Il est alors nommé général commandant du 13e corps d'armée dans le Wurtemberg. À l'occasion de la manœuvre impériale, Schachtmeyerfut nommé par l'empereur Guillaume Ier chef du 34e régiment de fusiliers. Libéré de son commandement dans le Wurtemberg, Schachtmeyer fut mis à disposition le 15 mai 1886 avec pension, à la suite de sa demande de démission et en restant chef de régiment.
Il vit ensuite avec sa sœur veuve à Celle et après sa mort est incinéré à Gotha.

### Décorations militaires
Pour ses nombreuses années de service dans la guerre et la paix, Schachtmeyer a reçu, entre autres, les plus hautes décorations suivantes :
- Ordre de l'Aigle noir avec chaîne
- Grand-Croix de l'ordre de l'Aigle rouge avec feuilles de chêne et épées et avec épées sur l'anneau
- Grand Commandeur de l'ordre de la Maison royale de Hohenzollern
- Grand-Croix de l'ordre bavarois du Mérite militaire
- Grand-Croix de l'ordre du Faucon blanc avec épées
- Grand-Croix de l'ordre de la maison ducale de Saxe-Ernestine avec épées
- Grand-Croix de l'ordre du Mérite militaire de Wurtemberg
- Grand-Croix de l'ordre de la Couronne de Wurtemberg